# Gert Elsässer
Pour les articles homonymes, voir Schneider.
Gert Elsässer, né en 1949 à Innsbruck, est un ancien skeletoneur autrichien ayant concouru dans les années 1980.
Il fut le premier champion du monde de la discipline en 1982 à St. Moritz.

## Palmarès

### Championnats du monde
- 1982 :  Médaille d'or.

### Championnats d'Europe
- 1981 :  Médaille d'or.
- 1982 :  Médaille d'or.
- 1983 :  Médaille d'argent.